# Gods & Monsters
«Gods & Monsters» —en español: «Dioses y monstruos»— es una canción de la cantante y compositora estadounidense Lana Del Rey, perteneciente a su tercer extended play Paradise (2012),y a la reedición de su álbum debut Born to Die, "Born to Die - The Paradise Edition". Gods & Monsters fue lanzado el 9 de noviembre de 2012, como el resto de canciones del EP.
Jessica Lange realizó la canción en el popular programa de televisión, "American Horror Story: Freak Show". La versión de Lange fue lanzado en formato digital el 22 de octubre de 2014.

## Uso en los medios
Junto con "Body Electric" y "Bel Air", Gods & Monsters aparecieron en el cortometraje de Lana Del Rey, "Tropico". Después del lanzamiento de la película, fue lanzado en el EP del mismo nombre que contó con las tres canciones que aparecen en la película, fue lanzado en la tienda iTunes el 6 de diciembre de 2013.

## Recepción de la crítica
Gods & Monsters recibió opiniones mixtas y positivas por parte de los críticos de música contemporánea. Carl Williot de Idolator, dijo que "en el papel, partes de "Gods And Monsters" podría ser un descarte de basura de Rihanna "S&M": “I was an angel / Looking to get fucked hard…Fuck yeah, give it to me / This is heaven, what I truly want.” Pero las líneas se entregan con tal entumecimiento sensual que podría tratarse de alguna gran declaración sobre el sexo y el desapego, sea o no la intención de Lana". Jesse Cataldo de Slant Magazine dijo que nada en Paradise, excepto "Burning Desire" y "Gods & Monsters" eran tan buenas como las canciones de Born to Die, también pasó a llamar a la canción "ágil y fascinante".

## Rendimiento comercial
Debido a la popularidad Paradise, Gods & Monsters, junto con varias otras canciones, terminaron entrando en las listas de sencillos en múltiples territorios durante 2012. La canción acabó convirtiéndose un Top 40 en el Reino Unido, alcanzando la posición #39 debido a su uso en un anuncio para "EastEnders" en "Who Killed Lucy?". También alcanzó el puesto número #15 en la lista "Rock Songs" de Billboard. Gods & Monsters ganó popularidad otra vez en 2014, después de la versión de la canción de Jessica Lange en "American Horror Story: Freak Show".

## Posicionamiento en listas

### Semanales
| País           | Lista              | Mejor posición |           |
| 2012-2014      | 2012-2014          | 2012-2014      | 2012-2014 |
| -------------- | ------------------ | -------------- | --------- |
| Francia        | SNEP Singles Chart | 92             |           |
| Estados Unidos | Rock Songs         | 15             |           |
| Estados Unidos | Rock Digital Songs | 7              |           |
| Reino Unido    | UK Singles Chart   | 39             |           |